# Liste de roches par ordre alphabétique
Liste alphabétique des roches :
- Haut – A
- B
- C
- D
- E
- F
- G
- H
- I
- J
- K
- L
- M
- N
- O
- P
- Q
- R
- S
- T
- U
- V
- W
- X
- Y
- Z

## A
- Alios
- Amphibolite
- Andésite
- Aplite
- Ardoise
- Argile
- Arkose

## B
- Basalte
- Bauxite
- Bentonite
- Brèche

## C
- Calcaire
- Carbonatite
- Cargneule
- Cendre
- Cinérite
- Cipolin
- Combarbalite
- Conglomérat
- Craie

## D
- Dacite
- Diatomite
- Diorite
- Dolérite
- Dolomie

## E
- éclogite

## G
- Gabbro
- Glauconite
- Gneiss
- Granite d'anatexie
- Granite
- Gravier
- Grès
- Gypse

## H
- Halite
- Houille

## I
- Ignimbrite

## J
- Jaspe

## K
- Kersantite
- Kimberlite

## L
- Lapillis
- Leptynite
- Lignite

## M
- Marbre
- Marne
- Micaschiste
- Molasse
- Monzonite

## O
- Obsidienne

## P
- Pegmatite
- Péridotite
- Pétrole
- Phonolite
- Phtanite
- Pierre coquillère
- Ponce
- Porphyre
- Poudingue
- Pyroxénite

## Q
- Quartzite

## R
- Radiolarite
- Rhyolite

## S
- Sable
- Schiste
- Silcrète
- Silex
- Syénite

## T
- Trachyte
- Tuf volcanique
- Tuf
- Tuffeau

## W
- Websterite
- Werhlite